# Metalobosia invarda
Metalobosia invarda là một loài bướm đêm thuộc phân họ Arctiinae, họ Erebidae.